# Миноуг, Данни
Да́ниэль Джейн (Данни) Мино́уг (англ. Danielle Jane "Dannii" Minogue; род. 20 октября 1971, Мельбурн, Австралия) — австралийская певица, автор песен, актриса театра и кино, фотомодель, телеведущая и модельер.

## Биография
Данни — младший ребёнок в семье Рональда Чарльза Миноуга и Кэрол Энн Джонс, её старший брат Брендан — оператор на телевидении, а сестра Кайли — всемирно известная певица. Миноуг появилась на телевидении ещё в начале 80-х, в шоу талантов Young Talent Time, а также знаменитой австралийской мыльной опере «Домой и в путь» (англ. Home and Away). Самостоятельная сольная карьера Данни как певицы началась в 1991 году с выходом дебютного сингла «Love and Kisses», а затем и одноимённого альбома. На музыкальном олимпе Данни суждено было почти всю жизнь находиться в тени старшей сестры. С 2007 года она является судьей и ведущей самых рейтинговых британских и австралийских тв-шоу. Хотя, по заверениям сестёр, они очень близки, Данни категорически не переносит, когда её пытаются сравнивать с Кайли.

### Детство и раннее творчество
Даниэль Джейн Миноуг родилась 20 октября 1971 года в Мельбурне, Австралия. Данни начала свою карьеру с ролей австралийских мыльных операх едва ей исполнилось 7 лет, тогда она получила роль в сериалах Skyways и The Sullivans. Годом позже Данни замечают продюсеры супер популярного шоу молодых талантов Young Talent Time. Можно сказать что с этого момента началась её музыкальная карьера. В 1985 году на сборнике хитов этого шоу вышла первая соло-песня Данни Миноуг — «Material Girl» (кавер на песню Мадонны). Получив долгожданное признание публики, она покинула это шоу и снялась в двух мини-сериалах All the Way и Home and Away. Параллельно с этим Данни попробовала свои силы в качестве дизайнера одежды и не прогадала — вся линия её собственной линии модной одежды и нарядов Dannii распродалась за десять дней.

### 1991—1996: Начало карьеры
В 1991 году вышел сольный сингл Данни Миноуг «Love and Kisses», одноимённый альбом последовал через 3 месяца. Сингл стал невероятно успешным как в Австралии, так и в Англии, куда вскоре и переехала Миноуг. По сей день лишь немногие песни Данни занимали такие высокие позиции в чартах. Альбом же получил статус «золотого» в Англии, где его продажи составили 60 000 копий. Далее последовал выпуск ещё четырёх синглов с этого диска, а Данни получила титул «Самой популярной девушки на телевидении Австралии». Но на этом её успех не кончился. В 1992 году Миноуг предложили роль в фильме «Секреты».
В октябре этого же года вышел второй альбом Get Into You. Однако, эта работа не повторила успеха Love and Kisses — за исключением хита «This Is It», остальные синглы, как и сам альбом, оказались на очень низких строчках в чартах. Но музыкальный успех уже мало заботил саму певицу — она вышла замуж за австралийского актёра Джулиана Макмэхона, вместе с которым она снялась в 3-х клипах. Их брак продлился всего год. По официальной версии причиной развода стала несовместимость графиков — Джулиан постоянно находился на съёмках в Лос-Анджелесе, а Данни — в студии в Лондоне. В своей автобиографической книге «My Story», изданной в 2010 году, Данни более подробно рассказала о браке и разрыве с Макмэхоном.
Середина 90-х стала периодом относительного затишья для младшей Миноуг, она вернулась на ТВ, выпустила два сингла для релиза в Японии, где они возглавили Национальный чарт, снялась в фотосессии для Playboy. Выпуск до сих пор остается рекордсменом по продажам в Австралии.

### 1997—1998:Girl
В 1997 году Данни вновь взбудоражила музыкальный Олимп новой композицией «All I Wanna Do», ставшей «золотой» в Австралии, в Великобритании же песне удалось добраться до 4 места, опередив успех «Love and Kisses», а также оставив позади синглы своей старшей сестры. Песня получила исключительно положительные отзывы критиков и стала первым клубным хитом Данни. В этом же году выходит третий студийный альбом под незамысловатым названием Girl. Австралийка участвует в откровенных фотосессиях для ряда журналов, среди которых Playboy, Maxim и другие. В Лас-Вегасе был снят чёрно-белый клип в духе 70-х для второго сингла «Everything I Wanted». Затем состоялся релиз полюбившегося многим «Disrememberance». Заключительным синглом, выпуск которого состоялся только в Австралии, стал трек «Coconut» (кавер песни Гарри Нилссона).
С августа по октябрь 1998 года Данни участвовала в концертном туре по Великобритании. Точные даты и список городов включенных в Unleashed Tour не сохранились, но точно известно что певица дала концерты в Лондоне, Луишеме, Ноттингеме и Белфасте. Отзывы зрителей посетивших шоу были исключительно тёплыми.

### 1999—2000: Театральная карьера
В 1999 году звукозаписывающий лейбл Mushroom Records выпустил в Австралии два сборника певицы — The Singles и The Remixes. Также увидел свет её новый сингл «Everlasting Night». Из-за отсутствия достойного пиара он достиг лишь 42-го места в Австралии, где был выпущен 18 января 1999 года. Зато клип на него стал самым провокационным в карьере певицы. Сама же Данни не оставила своего любимого занятия — позирования для известных журналов.
Позже Данни приглашают принять участие в постановке знаменитой пьесы Шекспира «Макбет». Потом она сыграла ещё в двух знаменитых постановках: «Монологи вагины» и «Нотр-Дам де Пари».

### 2001—2003:Neon Nights
Прошло порядка двух лет, прежде чем Данни вновь рискнула заняться музыкой. Совместно с голландским проектом Riva она записала композицию «Who Do You Love Now?». Внезапный успех сингла привлёк внимание популярных звукозаписывающих лейблов, между которыми, по слухам, разразилась нешуточная борьба за право выпуска дальнейших релизов Данни Миноуг. Сингл взобрался на 3-ю строчку в UK Singles Chart и возглавил U.S. Billboard Dance Chart, став одним из самых успешных в карьере Данни, которая подписала контракт с London Records на выпуск шести альбомов.
Не менее популярным стала и следующая новинка от Миноуг — «Put the Needle on It» (7 место в Великобритании). А в начале марта 2003 года вышел успешный сингл — «I Begin to Wonder», и самый успешный её альбом — Neon Nights. Песне не хватило совсем чуть чуть чтобы возглавить UK Singles Chart, и она заняла 2 место. Популярность Данни выросла как никогда раньше, она даже начала вести собственную радиопрограмму «Неоновые ночи Данни Миноуг». «В поп-индустрии нужно выпускать альбомы как можно быстрее, но я не хотела всё испортить из-за спешки» — говорит Данни. Neon Nights был номинирован на премию ARIA Music Awards 2003, как «Лучший поп-релиз».
После выпуска «Don’t Wanna Loose This Feeling» певица почти закончила запись песен для пятого студийного альбома, которому так и не суждено будет выйти. Руководство London Records расторло контракт с ней. По словам одного из служащих лейбла, Neon Nights безусловно пользовался определённым спросом, но этого не достаточно, чтобы лейбл продолжал работать с Данни, а выручки от продаж альбома не соответствуют финансам, потраченным на его раскрутку. Масса песен так и остались не выпущенными. Кроме этого сорвался выход заключительного сингла — «It Won’t Work Out».

### 2004—2006:The Hits & Beyond
Миноуг подписала контракт с независимым лейблом All Around the World и записала новую песню, ставшую хитом — «You Won’t Forget About Me», в клипе на которую она снялась вместе со своим другом, моделью Бенджамином Хартом. Сингл занял неплохие места в чартах, как и последующее через год творение — «Perfection». «Я хотела показать в клипе солнце, море, голубое небо и прекрасные молодые тела» — говорит Миноуг о клипе. Для этого к съёмкам клипа были приглашены двое испанских танцоров. Музыка к песне «Perfection» была создана группой Soul Seekerz, а Данни написала к ней слова, в результате сингл стал их совместным творением.
Данни хотела приступить к записи полноценного альбома, но Кайли посоветовала ей выпустить сборник лучших хитов. Подумав, Данни пришла к выводу, что выпустив такой сборник хитов, можно было бы, так сказать, подвести черту и осознать, чего она добилась за 15 лет своей карьеры.
Собрав 16 самых громких хитов (правда тогда она заранее приписала к их числу ещё невыпущенный сингл «So Under Pressure») и добавив к ним четыре абсолютно новых песни, Данни выпустила в июне 2006 года сборник The Hits & Beyond. Диск пришёлся по вкусу поклонникам, которые сочли правильным решение выпустить сборник хитов. Пиар сборника и песни «So Under Pressure» был средним, как и позиции дисков в чартах. Тем не менее продажи сборника оказались неплохими. А «So Under Pressure» стал десятым по счёту синглом, возглавившим UK Dance Chart, и седьмым, возглавившим UK’s Upfront Club Chart’s. Ни одной певице ещё не удавалось этого, и Данни Миноуг официально признана лучшей певицей UK’s Upfront Club Chart, а также получила титул «Королева клубов».

### 2007—2009:The X FactorиAustralia’s Got Talent
С момента перехода на AATW (в 2004 году) музыкальная карьера Данни стала приходить в упадок. Выпущенный кавер на некогда популярную диско-песню «He’s the Greatest Dancer» стал двенадцатым клубным хитом Данни. Релиз состоялся лишь в Австралии, на которую он и был ориентирован. Правда, потом сингл «просочился» в Европу, так в Испании (при отсутствии фактического пиара) он удостоился девятой позиции в чарте. Помимо этого, песня с успехом «отгремела» на радио Швеции и удостоилась внимания одного из бельгийских лейблов, пожелавших приобрести права на выпуск сингла в своей стране.
В 2007 году Данни подписала контракт на судейство в двух популярных тв-шоу: Australia’s Got Talent и The X Factor. Последнее принесло ей немалую популярность в Великобритании, где оно и транслировалось. В судейскую коллегию также входили Шэрон Осборн, Саймон Коуэлл и Луис Уолш. По результатам шоу выиграл подопечный Данни — Леон Джексон, и она подписала контракт на следующий сезон, в котором на смену Шэрон Осборн пришла солистка группы Girls Aloud, Шерил Коул.
Осень 2007 года ознаменовала выпуск сразу нескольких новинок от Данни Миноуг: двух-дисковых делюкс-переизданий альбомов Girl и Neon Nights с бонус-треками и ремиксами, сборника раритетного материала Unleashed, видеосборника всех клипов Dannii Minogue: The Video Collection, нового сингла «Touch Me Like That», записанного совместно с диджеем Джейсоном Нэвинсом, и, наконец, нового альбома под названием Club Disco в цифровом формате (в мае 2008 года альбом был выпущен в Австралии лейблом Central Station в виде двух-дискового издания).
В августе 2008 года Данни и Кайли Миноуг записали дуэтом кавер-версию хита группы ABBA, «The Winner Takes It All». Песня была записана как саундтрек к новому сериалу BBC Beautiful People (англ.), премьера которого состоялась в октябре. Также младшая Миноуг продолжила сотрудничество с популярной маркой одежды NEXT и вновь стала моделью для их новой коллекции. Если годом ранее она рекламировала нижнее бельё, то теперь она стала рекламировать уже одежду. Впервые Данни была моделью NEXT ещё в середине 90-х.
В конце года было также объявлено, что менеджеры The X Factor предложили Данни остаться в шоу и в 2009 году. Таким образом, Данни участвовала в судействе The X Factor и Australia’s Got Talent третий год подряд. Тем не менее, подписание контракта с The X Factor затягивалось вплоть до начала работы над новым сезоном — руководство шоу и певица никак не могли согласовать гонорар за съемки в новом сезоне, который по решению Саймона Коуэлла был урезан по сравнению с предыдущими годами. Данни долгое время отказывалась соглашаться на сумму в 800 000 £ (при том, что Шерил Коул получила 2 млн фунтов за своё участие), которая была самой маленькой из всех гонораров судейской коллегии The X Factor.
7 декабря 2009 года в продажу вышли переиздания альбомов Love & Kisses и Get Into You, а также новый диск The 1995 Session, содержащий песни с неизданного альбома середины 90-х годов. Музыкальная карьера Данни Миноуг де-факто находилась в статусе «прерванной».

### 2010—2014: Беременность и Project D
Данни решила вспомнить времена, когда она выпускала собственную линию одежды и представила на суд модниц новую коллекцию одежды, косметики и парфюмерии под названием Project D. Кроме того она стала лицом известной марки одежды Marks & Spencer, а в апреле возглавила список «25 самых красивых людей», по версии читательниц журнала Who.
В мае СМИ опубликовали новость о том, что младшая Миноуг останется судьей The X Factor, контракт подписан, и она присоединится к своим коллегам чуть позже, когда отборочный тур уже пройдет. Это связано с тем, что Данни чисто физически не сможет присутствовать на первых прослушиваниях из-за того, что её ребёнок только-только должен будет появиться на свет.
5 июля 2010 года в одной из частных клиник Мельбурна Данни родила сына, Итана Эдварда.
4 августа телеканал ITV2 запустил в эфир еженедельное реалити-шоу Данни Миноуг, Style Queen. Вслед за этим последовал выпуск автобиографической книги My Story.
В конце года Данни вновь выиграла судейство на The X Factor, её протеже Мэтт Кардл в финале опередил воспитанницу Шерил Коул, Ребекку. Данни Миноуг заключила несколько рекламных контрактов, помимо развития её модной линии Project D, а также продолжила работу на телевидении в родной Австралии, куда она и переехала.
В декабре 2012 года было объявлено, что Данни займет место одного из судей в реалити-шоу «Топ-модель по-британски и ирландски», кроме того, возобновилась её работа в качестве судьи The X Factor (на сей раз австралийской версии), её протеже, Дэми Им, одержал победу. В июле 2013 года было объявлено что модная марка Project D прекращает существование, а в августе состоялся релиз сборника синглов This Is It: The Very Best Of, который содержал ранее неизданную песню «Cos You’re Beautiful», записанную ещё во время съемок реалити-шоу Style Queen.

### 2015-…: Возвращение к музыке и ТВ-карьера
В феврале 2015 года Миноуг объявила о том, что выступит на австралийском фестивале Sydney Mardi Gras, а в конце месяца она и британский рэпер Reece подтвердили слухи о совместной работе над новым музыкальным материалом. Уже 2 марта для предзаказа на iTunes стал доступен их совместный трек «Summer of Love». А в ноябре состоялся релиз совместного трека Данни и Кайли под названием «100 Degrees», записанного специально для рождественского альбома «Kylie Christmas». Вслед за этим было объявлено о том, что сестры исполнят эту песню во время финала шоу X-Factor. Весной 2017 года Данни записала кавер-версию сингла Тины Арена «Sorrento Moon» в дуэте с самой Тиной для её нового альбома. В августе была представлена новая песня «Summer of Love», а в ноябре Миноуг присоединилась к австралийскому туру группы Take That, одновременно с этим состоялась премьера её новой песни «Galaxy», написанной певицей Сиа.

## Личная жизнь
С 1994 по 1995 год Данни была замужем за известным австралийским актёром Джулианом Макмэхоном. После у неё были продолжительные отношения с известным канадским гонщиком «Формулы-1» Жаком Вильнёвом. Четыре года находилась в гражданском браке с бывшим регбистом, ныне моделью, Крисом Смитом. 5 июля 2010 года у них родился сын Итан Эдвард. В апреле 2012 года пара объявила о разрыве.

## Дискография

### Студийные альбомы
- Dannii (1990)
- Love and Kisses (1991)
- Get Into You (1993)
- Girl (1997)
- Neon Nights (2003)
- Club Disco (2007)

### Сборники
- U.K. Remixes (1991)
- The Singles (1998)
- The Remixes (1999)
- The Hits & Beyond (2006)
- Unleashed (2007)
- The Early Years (2008)
- The 1995 Session (2009)
- This Is It: The Very Best Of (2013)

### VHS и DVD видео-сборники
- Love and Kisses: Video Collection (1992)
- Get Into You: Video Collection (1994)
- The Videos (1999)
- The Hits & Beyond (2006) (Bonus DVD)
- Dannii Minogue: The Video Collection (2007)

### Синглы
| Год  | Сингл                                            | Наивысшая позиция в чарте | Наивысшая позиция в чарте | Наивысшая позиция в чарте | Наивысшая позиция в чарте | Наивысшая позиция в чарте | Наивысшая позиция в чарте | Наивысшая позиция в чарте | Наивысшая позиция в чарте | Наивысшая позиция в чарте | Наивысшая позиция в чарте | Наивысшая позиция в чарте | Альбом                              |
| Год  | Сингл                                            | AUS                       | UK                        | UK Club                   | US Dance                  | IRE                       | GER                       | SWE                       | SPA                       | BEL                       | JPN                       | FRA                       | Альбом                              |
| ---- | ------------------------------------------------ | ------------------------- | ------------------------- | ------------------------- | ------------------------- | ------------------------- | ------------------------- | ------------------------- | ------------------------- | ------------------------- | ------------------------- | ------------------------- | ----------------------------------- |
| 1990 | «Love and Kisses»                                | 4                         | 8                         |                           |                           | 22                        | —                         | —                         | —                         | —                         | 14                        |                           | Love and Kisses                     |
| 1990 | «Success»                                        | 28                        | 11                        |                           |                           | 15                        | —                         | —                         | —                         |                           |                           |                           | Love and Kisses                     |
| 1990 | «I Don’t Wanna Take This Pain»                   | 92                        | 40                        |                           |                           | —                         | —                         | —                         | —                         |                           |                           |                           | Love and Kisses                     |
| 1991 | «Jump to the Beat»                               | 48                        | 8                         |                           |                           | 5                         | —                         | —                         | —                         |                           |                           |                           | Love and Kisses                     |
| 1991 | «Baby Love»                                      | 26                        | 14                        |                           |                           | 18                        | —                         | —                         | —                         |                           |                           |                           | Love and Kisses                     |
| 1992 | «Show You the Way to Go»                         | 104                       | 30                        |                           |                           | —                         |                           |                           |                           |                           |                           |                           | Get Into You                        |
| 1992 | «Love’s on Every Corner»                         |                           | 44                        |                           |                           | —                         |                           |                           |                           |                           |                           |                           | Get Into You                        |
| 1993 | «This Is It»                                     | 13                        | 10                        |                           |                           | 17                        | —                         | —                         | —                         | —                         |                           |                           | Get Into You                        |
| 1993 | «This Is the Way»                                | 45                        | 27                        |                           |                           | —                         | —                         | —                         | —                         |                           |                           |                           | Get Into You                        |
| 1994 | «Get into You»                                   | 79                        | 36                        |                           |                           | —                         | —                         | —                         | —                         |                           |                           |                           | Get Into You                        |
| 1995 | «Rescue Me»                                      |                           |                           |                           |                           |                           |                           |                           |                           |                           | 1                         |                           | The Best of Eurogroove Non-Stop Mix |
| 1995 | «Boogie Woogie»                                  |                           |                           |                           |                           |                           |                           |                           |                           |                           | 1                         |                           | The Best of Eurogroove Non-Stop Mix |
| 1997 | «All I Wanna Do»                                 | 11                        | 4                         | 1                         |                           | —                         | —                         | 48                        | —                         | —                         |                           |                           | Girl                                |
| 1997 | «Everything I Wanted»                            | 25                        | 15                        | 1                         |                           | —                         | —                         | —                         | —                         |                           |                           |                           | Girl                                |
| 1998 | «Disremembrance»                                 | 17                        | 21                        | 1                         |                           | —                         | —                         | —                         | —                         |                           |                           |                           | Girl                                |
| 1998 | «Coconut»                                        | 62                        |                           |                           |                           |                           |                           |                           |                           |                           |                           |                           | Girl                                |
| 1999 | «Everlasting Night»                              | 25                        |                           |                           |                           |                           |                           |                           |                           |                           |                           |                           | внеальбомный трек                   |
| 2001 | «Who Do You Love Now?» (feat. Riva)              | 15                        | 3                         | 1                         | 1                         | 20                        | 14                        | 25                        | —                         | 10                        |                           |                           | Neon Nights                         |
| 2002 | «Put the Needle on It»                           | 11                        | 7                         | 1                         | 74                        | 20                        | 47                        | —                         | —                         | —                         |                           |                           | Neon Nights                         |
| 2003 | «I Begin to Wonder»                              | 14                        | 2                         | 1                         | 2                         | 22                        | 25                        | 20                        | —                         | 50                        |                           | 7                         | Neon Nights                         |
| 2003 | «Don’t Wanna Lose This Feeling»                  | 22                        | 5                         | 1                         | 8                         | 38                        | 32                        | —                         | 15                        | 43                        |                           | 40                        | Neon Nights                         |
| 2004 | «You Won’t Forget About Me» (feat. Flower Power) | 20                        | 7                         | 1                         | —                         | 22                        | —                         | —                         | 9                         | 42                        |                           | 55                        | Club Disco                          |
| 2005 | «Perfection» (feat. The Soul Seekerz)            | 13                        | 11                        | 1                         |                           | —                         | —                         | —                         | —                         |                           |                           |                           | Club Disco                          |
| 2006 | «So Under Pressure»                              | 16                        | 20                        | 1                         |                           | 31                        | —                         | —                         | —                         |                           |                           |                           | Club Disco                          |
| 2007 | «I Can’t Sleep At Night»                         |                           | —                         | 1                         |                           | —                         |                           |                           |                           | —                         |                           |                           | Club Disco                          |
| 2007 | «He’s the Greatest Dancer»                       | 37                        |                           | 1                         |                           | —                         | —                         | —                         | 9                         |                           |                           |                           |                                     |
| 2007 | «Touch Me Like That» (feat. Jason Nevins)        | —                         | 48                        | 1                         |                           | —                         |                           |                           |                           |                           |                           |                           |                                     |
| 2015 | «100 Degrees» (feat. Кайли Миноуг)               | —                         |                           |                           |                           | —                         |                           |                           |                           |                           |                           |                           |                                     |

## Актёрские работы
| Фильмы          | Фильмы                                              | Фильмы                  | Фильмы                 |
| Год             | Название                                            | Роль                    | Примечания             |
| --------------- | --------------------------------------------------- | ----------------------- | ---------------------- |
| 1992            | Секреты                                             | Диди                    |                        |
| 2004            | Носильщик                                           | Владелица ночного клуба | Короткометражка        |
| 2007            | White Diamond: A Personal Portrait of Kylie Minogue | камео                   | Документальный фильм   |
| Телевидение     |                                                     |                         |                        |
| Год             | Название                                            | Роль                    | Примечания             |
| 1978            | Skyways                                             | Эмми                    |                        |
| 1978            | The Sullivans                                       | Карла (#2)              |                        |
| 1982-1988       | Young Talent Time                                   | камео                   | Конкурсант             |
| 1988            | All The Way                                         | Пенни Сеймур            |                        |
| 1988            | New Generation                                      | камео                   |                        |
| 1989-1990       | Home and Away                                       | Эмма Джексон            |                        |
| 1994            | The Big Breakfast                                   | камео                   | Ведущая                |
| 1994-1995       | Fan TC                                              | камео                   | Ведущая                |
| 1996            | It’s Not Just Saturday                              | камео                   | Host                   |
| 1996            | Scoop                                               | камео                   | Host                   |
| 1997            | Disney Time                                         | камео                   | Ведущая                |
| 1997            | Top of the Pops                                     | камео                   | Host                   |
| 1997-1998       | Live & Kicking («Electric Circus» segments)         | камео                   | Ведущая                |
| 2007-2012       | Australia's Got Talent                              | камео                   | Судья                  |
| 2007-2010       | The X Factor (Великобритания)                       | камео                   | Судья                  |
| 2007            | The Kylie Show                                      | камео                   | Комедийный скетч       |
| 2008            | Nickelodeon UK Kids Choice Awards 2008              | камео                   | Host                   |
| 2009            | Beautiful People                                    | камео                   | Гость                  |
| 2010            | Ultimate Movie Toons                                | камео                   | Host                   |
| 2010            | Dannii Minogue: Style Queen                         | камео                   | 3 серийное реалити-шоу |
| 2012            | The Talent Show Story                               |                         |                        |
| 2013-наст.время | Топ-модель по-британски и ирландски                 |                         | Судья                  |
| 2013-наст.время | The X Factor (Австралия)                            |                         | Судья                  |
| 2013            | Boyzone at 20: No Matter What                       |                         |                        |
|                 |                                                     |                         |                        |
| Театр           |                                                     |                         |                        |
| Год             | Название                                            | Роль                    | Примечание             |
| 1997            | Grease: The Arena Spectacular                       | Риззо                   |                        |
| 1999            | Макбет                                              | Леди Макбет             |                        |
| 2000            | Нотр-Дам де Пари                                    | Эсмеральда              |                        |
| 2000            | Монологи вагины                                     |                         |                        |

## Награды и достижения
| Год  | Awards                               | Номинация                            | Номинант                                      | Результат      |
| ---- | ------------------------------------ | ------------------------------------ | --------------------------------------------- | -------------- |
| 2011 | Glamour Women of the Year            | ТВ-персона Года                      | Данни Миноуг                                  | Победила       |
| 2010 | No.1 Celeb Of The Year 2010.         | Выбор Года                           | Данни Миноуг                                  | Победила       |
| 2010 | Glamour Awards                       | ТВ-персона Года                      | Данни Миноуг                                  | Победила       |
| 2010 | Elle Style Awards 2010               | Лучшая ТВ-звезда                     | Данни Миноуг                                  | Победила       |
| 2009 | Cosmopolitan Awards 2009             | ТВ-персона Года                      | Данни Миноуг                                  | Победила       |
| 2008 | No.1 Celeb Of The Year 2008.         | Выбор Года                           | Данни Миноуг                                  | Победила       |
| 2007 | Glamour Awards                       | ТВ-персона Года                      | Данни Миноуг                                  | Победила       |
| 2004 | WMC International Dance Music Awards | Лучший Евро-релиз                    | «I Begin to Wonder»                           | Номинировалась |
| 2004 | WMC International Dance Music Awards | Лучший Танцевальный Исполнитель      | Данни Миноуг                                  | Номинировалась |
| 2004 | Dancestar 2004 Awards                | Лучший Мировой Сингл                 | «I Begin to Wonder»                           | Номинировалась |
| 2003 | ARIA Awards                          | Лучший Поп-Релиз                     | Neon Nights                                   | Номинировалась |
| 2003 | Capital FM Awards                    | Capital Rhythm Награда               | Данни Миноуг                                  | Победила       |
| 2003 | Disney Channel Awards                | Лучшая Артистка                      | Данни Миноуг                                  | Победила       |
| 2001 | Maxim Awards                         | Лучшее Театральное Выступление       | Notre-Dame De Paris                           | Победила       |
| 1998 | MO Award                             | Лучшая Театральная Актриса           | за роль Риззо в Grease: The Arena Spectacular | Номинировалась |
| 1998 | BRMB Music Awards                    | Лучший Клип                          | «All I Wanna Do»                              | Победила       |
| 1991 | TV Hits Magazine                     | Женщина Тв-Звезда                    | Данни Миноуг                                  | Победила       |
| 1991 | Smash Hits Poll Winners Party        | Лучший Новый Артист                  | Данни Миноуг                                  | Победила       |
| 1991 | BIG Magazine                         | Мировая Поп-Звезда                   | Данни Миноуг                                  | Победила       |
| 1991 | Radio One & Flash Forward Magazine   | Женщина Года #1                      | Данни Миноуг                                  | Победила       |
| 1991 | Logie Awards                         | Самая популярная талантливая женщина | Данни Миноуг                                  | Номинировалась |
| 1989 | The Variety Club of Australia        | Young Variety Award                  | Данни Миноуг                                  | Победила       |
| 1988 | Logie Awards                         | Самая популярная талантливая женщина | Данни Миноуг                                  | Победила       |